# Murder by Pride
Murder by Pride es el séptimo álbum de estudio de la banda estadounidense de metal cristiano Stryper, lanzado el 21 de julio de 2009 por Big3 Records. Este trabajo tuvo mucho más éxito y reconocimiento que su predecesor Reborn (2005).
Fue el primer disco de la banda producido íntegramente por Michael Sweet. Adicionalmente, Sweet tuvo una participación casi total en la composición de todas las canciones, con la excepción de "Piece of Mind", único sencillo del álbum.
"Peace of Mind", debutó en el nº 27 en Christianrock.net el 24 de octubre de 2008 y alcanzó el puesto n.º 1 el 22 de febrero de 2009. El tema es una versión de una canción original de Boston, lanzada con gran éxito en 1976. Michael Sweet es un miembro de gira de esa banda legendaria de los años setenta.
A partir del 5 de mayo de 2009, la banda anunció la publicación de una canción a la semana en iTunes hasta el 21 de julio. Conforme cada nueva canción era puesta en Interred, la anterior dejaba de estar disponible hasta que el álbum fue publicado oficialmente.
Por primera vez para un disco de Stryper, Robert Sweet no tocó  en el álbum. En su ausencia, las pistas de batería fueron proporcionadas por el experimentado músico Kenny Aronoff. Sin embargo, Robert Sweet, se reincorporó para la gira que apoyó el disco, así como también estuvo presente en la conmemoración del 25 aniversario de la banda.
Estilísticamente, Michael Sweet ha comentado sobre este trabajo que «después de años de hablar con los aficionados y escuchar comentarios como "más guitarras", "más solos" y "más gritos" decidí tener presentes esas sugerencias mientras escribía cada canción. Es importante para mí para tratar de volver a ese sonido inicial de STRYPER pero al mismo tiempo, seguir siendo relevante hoy en día. Ciertamente no es una cosa fácil de hacer, pero al escuchar Murder by Pride, creo que se logró».

## Acogida
Murder by Pride estuvo en las siguientes listas de Billboard:
- n.º 73 en el Billboard 200
- n.º 32 en  Rock Albums
- n.º 2 en Christian Albums
- n.º 13 en Independent Albums
- n.º 11 en Hard Rock Albums

## Lista de canciones
Todas las canciones escritas por  Michael Sweet, excepto  "Peace of Mind", escrita por Tom Scholz.
1. Eclipse of the Son - 5:05
2. 4 Leaf Clover - 3:41
3. Peace of Mind  (cover de Boston) - 3:59
4. Alive - 3:36
5. The Plan - 3:11
6. Murder by Pride - 3:18
7. Mercy Over Blame - 4:10
8. I Believe - 3:43
9. Run in You - 4:15
10. Love Is Why - 4:08
11. Everything - 4:25
12. My Love (I'll Always Show) - 3:15

## Músicos
- Michael Sweet - Vocales, guitarra
- Oz Fox – Guitarra principal, coros
- Tracy Ferrie – Bajo

### Músicos de sesión
- Kenny Aronoff – Batería[2]

### Músicos invitados
- Tom Scholz - Guitarra en "Peace of Mind"